# Opistognathus seminudus
Opistognathus seminudus är en fiskart som beskrevs av Smith-vaniz 2004. Opistognathus seminudus ingår i släktet Opistognathus och familjen Opistognathidae. Inga underarter finns listade i Catalogue of Life.